# Antoine-Marie Claret
 (février 2023).
Si vous disposez d'ouvrages ou d'articles de référence ou si vous connaissez des sites web de qualité traitant du thème abordé ici, merci de compléter l'article en donnant les références utiles à sa vérifiabilité et en les liant à la section « Notes et références ».
Pour les articles homonymes, voir Saint Antoine, Antoine et Claret.
Antoine-Marie Claret (en catalan, Antoni Maria Claret i Clarà et en espagnol, Antonio María Claret y Clarà), né le 23 décembre 1807 à Sallent (Espagne) et décédé le 24 octobre 1870 à l'abbaye de Fontfroide près de Narbonne (France), est un prêtre catalan, fondateur des Fils du Cœur Immaculé de Marie (les Clarétains), évêque missionnaire et archevêque de Santiago de Cuba, et confesseur de la reine d'Espagne Isabelle II.
Canonisé en 1950 par Pie XII il est liturgiquement commémoré le 24 octobre.

## Biographie

### En Espagne
Cinquième des onze enfants d'un tisserand nommé Jean Claret, Antoine naît le 23 décembre 1807 à Sallent en Catalogne. L'année suivante, l'Espagne est occupée par les troupes de l'empereur des Français Napoléon Ier, la Catalogne, annexée par la France est divisée en quatre départements. Elle redevient espagnole en 1814. L'Espagne sera agitée par les troubles politiques pendant les soixante années suivantes pendant lesquelles s'opposent les conservateurs à la suite de l'infant Charles, frère cadet de Ferdinand VII qui revendique la couronne et les libéraux partisans de la reine Isabelle II d'Espagne, fille et successeur de Ferdinand VII tandis que les colonies prennent peu à peu leur indépendance.
Antoine-Marie apprend le métier de son père, mais étudie le latin avec le curé de la paroisse qui lui donne une solide formation religieuse, et lui inculque une grande dévotion à la Sainte Vierge.
Quand il a 17 ans, son père l'envoie dans une entreprise à Barcelone pour se perfectionner. Tout en travaillant, il suit des cours du soir, pour continuer l'étude du latin, et apprendre l'imprimerie. Poursuivant une vocation religieuse, il entre au séminaire en 1829 à 22 ans, mais ne s’y sent pas à son aise et le quitte pour se faire chartreux. Il ne va même pas jusqu’à la Chartreuse, rebrousse chemin et rentre au séminaire ; il est ordonné prêtre en 1835. Tout en assumant sa charge de vicaire, il achève ses études de théologie.

### À Rome
Souhaitant être envoyé en pays de mission, il part pour Rome se mettre à la disposition de la Congrégation pour la propagation de la foi. Là, il fait un an de noviciat chez les Jésuites en 1839 et suit les Exercices spirituels d'Ignace de Loyola. Toutefois, son état de santé lui interdisant de persister dans cette voie, il quitte le noviciat et retourne en Espagne comme prêtre diocésain.

### Missionnaire en Espagne
Il est alors curé de Viladrau, où, à peine arrivé, pour le 15 août, il prêche une mission avec un tel succès que d'autres lieux le demandent. Il révèle des dons pour la prédication. Aussi, dès mai 1843, l'évêque le décharge de sa cure pour l'envoyer dans des missions paroissiales.
Il fait de nombreuses prédications dans toute la Catalogne et édite plus de 150 livres et brochures d'orientation directement pastorale. Il part ensuite aux îles Canaries, de 1848 à 1849, et, avec cinq autres prêtres, il fonde la Congrégation des Fils du Cœur Immaculé de Marie en juillet 1849.
C'est à la demande d'Isabelle II, reine d'Espagne que Pie IX le nomme archevêque de Santiago de Cuba le 20 mai 1850. Il est alors consacré évêque le 6 octobre suivant et ajoute le nom de Marie à son prénom.

### À Cuba
Âgé de 43 ans, il part donc pour Cuba le 28 décembre 1850 et arrive dans le diocèse qu'il prend en charge le 16 février 1851. La situation est déplorable. 
Il commence par instruire les vingt-cinq prêtres du diocèse, puis fait venir des religieux. Lui-même prêche pendant deux ans, distribuant près de 100 000 livres et brochures, plus de 80 000 images pieuses, un grand nombre de chapelets et de médailles. Il visite régulièrement les paroisses, y prononçant d'innombrables homélies, régularisant et bénissant des mariages, et confirmant un nombre impressionnant de fidèles. Il fonde une maison de bienfaisance pour les enfants, une autre pour les vieillards pauvres, crée une cinquantaine de paroisses et ordonne trente-six prêtres.
Toutefois, les propriétaires terriens lui reprochent sa mansuétude envers leurs esclaves, le traitent de révolutionnaire, tandis que les autonomistes lui reprochent d'être espagnol et que les pouvoirs publics le trouvent dangereusement indépendant. Il est la cible de quinze attentats en six ans, dont celui du 1er février 1856 qui faillit lui être fatal. Il portera à la joue gauche la cicatrice due à un coup de couteau reçu dans l’exercice de son ministère paroissial.

### Retour en Espagne

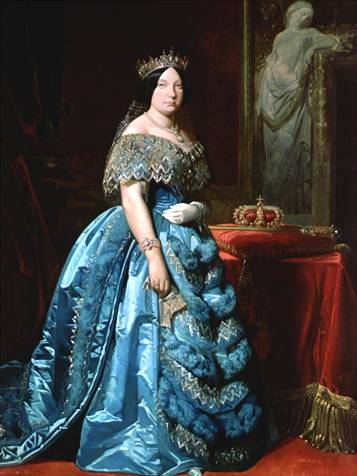
La reine Isabelle II (1855).

Pour le protéger, la reine le rappelle le 18 mars 1857, voulant se l'attacher comme confesseur, souhaitant cependant qu'il ne cesse d'assurer, depuis Madrid, ses fonctions dans l'administration du diocèse de Cuba. Il se retire cependant de sa charge épiscopale le 20 juin 1859 et est nommé archevêque in partibus de Trajanopolis-en-Rhodope (de).
À la cour d'Espagne, il organise un centre d'études ecclésiastiques à l'Escurial, fait nommer des évêques et s'efforce d'améliorer la moralité de la cour mise à mal par les difficultés conjugales du couple royal.
Antoine-Marie suit la reine dans ses voyages, en continuant de prêcher, s'attirant ainsi de plus en plus la haine des ennemis du régime en place.
En septembre 1868, la reine est chassée du trône par la révolution menée par Joan Prim et doit s'exiler en France où Antoine-Marie la suit, quittant définitivement l'Espagne le 30 septembre 1868.

### Exil et mort en France

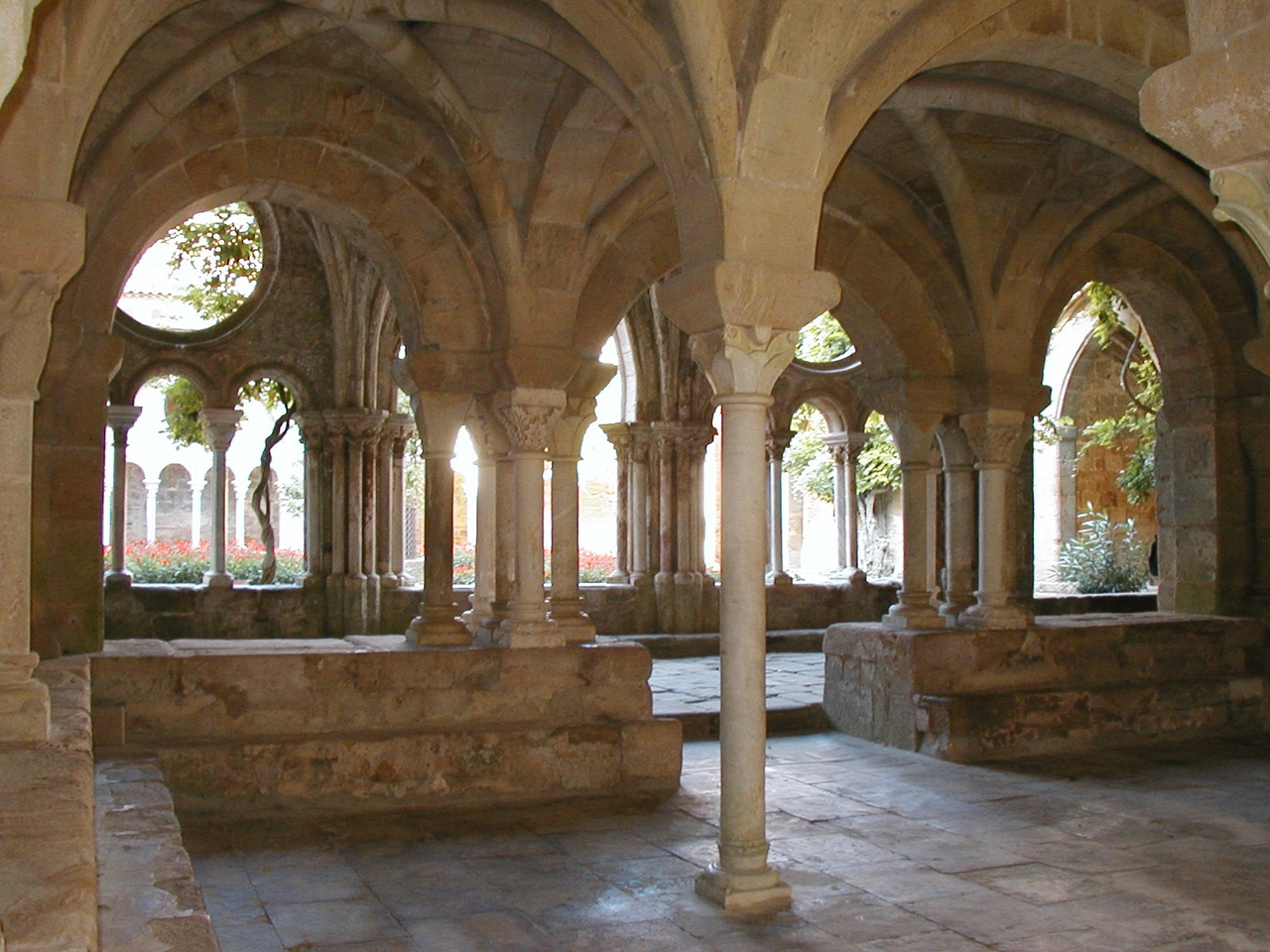
L'abbaye de Fontfroide.

Malgré une santé de plus en plus précaire, Mgr Claret s'occupe activement de la colonie espagnole de Paris.
En 1869 et 1870, il se rend à Rome pour participer au premier concile du Vatican mais, alors que l'Espagne se cherche une nouvelle dynastie, la France déclare la guerre à la Prusse le 19 juillet 1870, il doit s'arrêter à Prades, le 23 juillet 1870, gravement malade.
Sa dernière apparition publique est au petit séminaire, où il donne une instruction le 27 juillet. Tandis que l'ambassadeur d'Espagne demande qu'il soit arrêté, l'évêque de Perpignan, Mgr Ramadié, averti, peut le prévenir à temps, et il se réfugie dans l'abbaye cistercienne de Fontfroide, près de Narbonne, où il meurt le 24 octobre suivant.
Il repose dans la crypte de l'église Sant Antoni Maria Claret, situé à Vic en Catalogne.

## La Congrégation des Fils du Cœur Immaculé de Marie
Tandis qu'Antoine-Marie partait à Cuba, la congrégation des Fils du Cœur Immaculé de Marie se développait. Ses constitutions avaient été approuvées par Rome. D'abord installée à Vic, elle partira ensuite à Barcelone sous la direction du Père Xifré, et ensuite dans d'autres villes espagnoles, avant d'essaimer dans d'autres pays d'Europe et d'Amérique, jusqu'en Afrique. Elle ouvrira d'autres établissements encore après la Seconde Guerre mondiale.
Durant la révolution de 1868, en Espagne, un prêtre de la congrégation fut assassiné, le nouveau gouvernement en place ferma les six maisons espagnoles, et les missionnaires s'exilèrent en France.

## Béatification et canonisation
Antoine-Marie Claret a été béatifié en 1934 par le Pape Pie XI et canonisé en 1950 par le pape Pie XII. Sa fête a été fixée le 24 octobre.

## Citation
Conclusion de l'homélie du Pape Pie XII lors de la canonisation d'Antoine-Marie Claret, en 1950 : 
« On voit clairement combien saint Antoine-Marie Claret s’est signalé par sa sublime vertu, et par tout ce qu’il accomplit pour le salut de son prochain. Si les ouvriers, les prêtres, les évêques et tout le peuple chrétien tournent leurs regards vers lui, ils auront certes tous des raisons d’être frappés par ses exemples lumineux et d’être entraînés, chacun selon son état, à l’acquisition de la perfection chrétienne, seule source d’où pourront sortir les remèdes que réclame la situation troublée actuelle et d’où pourront naître des temps meilleurs. »

## Son expérience de confesseur
Antoine-Marie Claret écrivit de nombreux livres dont le plus célèbre reste peut-être La Clé d'or (La llave de Oro), présenté comme une série de réflexions pour ouvrir les cœurs fermés. On cite souvent le chapitre IX qui contient des  " exhortations aux femmes qui refusent de rendre le devoir conjugal à leur mari " comme un exemple des conseils que pouvait donner  un prêtre à une femme mariée au XIXe siècle.

## Sources
- Robert Ricard, « Un spirituel ignatien : saint Antoine-Marie Claret (1807-1870) », Revue d’Ascétique et de Mystique, Toulouse, vol. 38e année,‎ 1962, p. 220-227.
- Le petit livre des saints - Rosa Georgi - Larousse - 2006 - page 624 -  (ISBN 2-03-582665-9)
- Texte de l'homélie du pape Pie XII (1950).
- Vie de Mgr Claret, Réflexion chrétienne